# Thủ tướng Hungary
Thủ tướng Hungary (tiếng Hungary: miniszterelnök) là người đứng đầu chính phủ ở Hungary. Thủ tướng và Nội các chịu trách nhiệm chung về các chính sách và hành động của họ trước Quốc hội Hungary, cho đảng chính trị của họ và cuối cùng là cho cử tri. Người hiện tại nắm giữ chức vụ này là Orbán Viktor, lãnh đạo của Fidesz - Liên minh dân sự Hungary, phục vụ từ ngày 29 tháng 5 năm 2010 
Theo Hiến pháp Hungary, Thủ tướng được Tổng thống Hungary đề cử và được Quốc hội bầu. Về mặt hiến pháp, Tổng thống được yêu cầu đề cử lãnh đạo đảng chính trị giành đa số ghế trong Quốc hội làm Thủ tướng. Nếu không có đảng nào chiếm đa số, Tổng thống tổ chức cuộc gặp với các nhà lãnh đạo của tất cả các đảng được đại diện trong Quốc hội và chỉ định người có khả năng chỉ huy đa số trong Hội đồng, người sau đó được bầu chính thức bởi đa số thành viên Quốc hội. Trong thực tế, khi tình huống này xảy ra, Thủ tướng là người lãnh đạo đảng giành được nhiều phiếu trong cuộc bầu cử, hoặc lãnh đạo của đối tác cao cấp trong liên minh cầm quyền. Thủ tướng có vai trò lãnh đạo trong ngành hành pháp theo Hiến pháp Hungary, nơi trao cho ông quyền "xác định chính sách chung của Chính phủ". Thủ tướng chọn các bộ trưởng nội các và có quyền bãi nhiệm họ. Các ứng cử viên nội các xuất hiện trước một hoặc nhiều ủy ban quốc hội trong các phiên điều trần mở tư vấn. Sau đó, họ phải vượt qua một cuộc bỏ phiếu của Nghị viện và được Tổng thống chính thức phê chuẩn.

## Chức danh chính thức
Chức danh người đứng đầu chính phủ Hungary bằng tiếng Hungary là miniszterelnök. Dịch theo nghĩa đen, điều này có nghĩa là "Minister-President" hay "Chủ tịch Bộ trưởng ".
Tuy nhiên, vì từ "Prime Minister" hay "Premier" là danh hiệu thông thường hơn trong hệ thống nghị viện của một người đứng đầu chính phủ ở các quốc gia nói tiếng Anh, nên hầu hết các nguồn tiếng Anh được dịch là "Prime Minister" (thủ tướng).

## Lịch sử

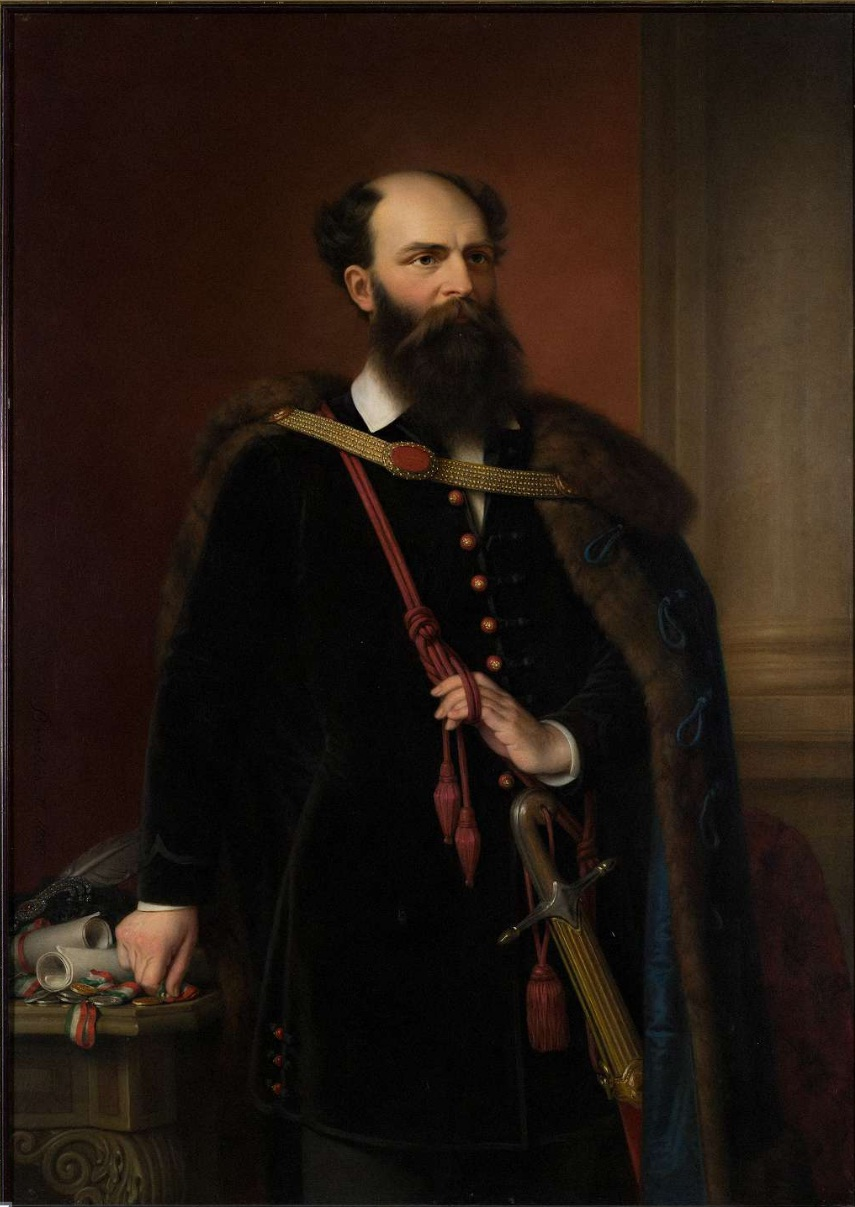
Chân dung Bá tước Lajos Batthyány của Miklós Barabás, 1848. Ông được bổ nhiệm làm Thủ tướng đầu tiên của Hungary.

### Palatine của Hungary
Các palatine (tiếng Latinh: comes palatii, comes palatinus, sau này palatinus (regni), tiếng Hungary: nádorispán/ nádor, tiếng Slovak: nádvorný župan/ nádvorný špán, sau: palatín / nádvorník, tiếng Đức: Palatin) là chức sắc cao nhất ở Vương quốc Hungary sau nhà vua (mộtThủ tướng quyền lực và thẩm phán tối cao) từ khi trở thành vương quốc năm 1848 - 1918.
Ban đầu, trên thực tế, ông là đại diện của nhà vua, sau này là phó tướng (phó vương). Trong những thế kỷ đầu của vương quốc, ông được nhà vua bổ nhiệm, sau đó được bầu bởi Hạ viện của Vương quốc Hungary. Sau khi Habsburgs củng cố vững chắc việc nắm giữ Hungary, chức vụ lại trở thành một vị trí được bổ nhiệm. Cuối cùng, chức vụ đã trở thành di truyền trong dòng dõi của triều đại Habsburg sau khi vua Francis bổ nhiệm anh trai Joseph.

### Thiết lập chức vụ
Trong cuộc Cách mạng Hungary năm 1848, các nhà cách mạng muốn tạo ra một nội các Hungary độc lập với Đế quốc Áo và Thủ tướng Buda (là văn phòng của Toàn quyền Hoàng gia). Một trong 12 điểm cho biết:
"2. Một chính phủ có trách nhiệm ở Buda - Pest."
Ferdinand V bổ nhiệm Bá tước Lajos Batthyány cho vị trí Thủ tướng Hungary vào ngày 17 tháng 3 năm 1848. Chính phủ được gọi là Bộ, khác với cách nhìn hiện tại. Các bộ được gọi là các sở. Batthyány đã từ chức vào ngày 2 tháng 10 năm 1848, ông thay thế Lajos Kossuth làm Chủ tịch Ủy ban Quốc phòng. Cơ quan điều hành này đã không được phân bổ danh mục. Vào tháng 4 năm 1849, khi người Hungary đã giành được nhiều thành công, sau khi lên tiếng về quân đội, Kossuth đã ban hành Tuyên ngôn Độc lập Hungary nổi tiếng. Vào tháng Năm, Bertalan Szemere được bổ nhiệm làm Thủ tướng. Vị trí bị bỏ trống sau thất bại của cuộc chiến tự do.

## Các cựu Thủ tướng còn sống
Tính đến tháng 7 năm 2019, 5 cựu Thủ tướng Hungary còn sống. Viktor Orbán, người từng giữ chức Thủ tướng từ năm 1998 đến 2002, hiện đang phục vụ và do đó không được đưa vào danh sách này. 
| Tên              | Nhiệm kỳ    | Ngày sinh         |
| ---------------- | ----------- | ----------------- |
| Németh Miklós    | 1988 – 1990 | 24 tháng 1, 1948  |
| Boross Péter     | 1993 – 1994 | 27 tháng 8, 1928  |
| Medgyessy Péter  | 2002 – 2004 | 19 tháng 10, 1942 |
| Gyurcsány Ferenc | 2004 – 2009 | 4 tháng 6, 1961   |
| Bajnai Gordon    | 2009 – 2010 | 5 tháng 3, 1968   |